# Back to the Beginning
Back to the Beginning (с англ. — «Обратно в начало») — концерт британской рок-группы Black Sabbath с участием приглашённых артистов и коллективов. Он состоялся 5 июля 2025 года в «Вилла Парк» в Астоне, Бирмингем, Англия, недалеко от места, где в 1968 году была основана группа.
Мероприятие завершилось финальными живыми выступлениями группы и вокалиста Оззи Осборна; кроме того, впервые с 2005 года оригинальный состав группы (Осборн, Тони Айомми, Гизер Батлер и Билл Уорд) выступил вместе. Осборн, который больше не мог ходить из-за прогрессирующей болезни Паркинсона, пел, сидя на троне. Концерт стал последним публичным выступлением Осборна; 22 июля он скончался в окружении семьи.
Концерт, получивший широкое признание, транслировался по всему миру в формате платной подписки с задержкой трансляции. В нём приняли участие мировые звёзды, в том числе две супергруппы, выступавших в качестве хаус-бэнда. Выручка от мероприятия составила 140 миллионов фунтов стерлингов и будет пожертвована детскому хоспису Acorns, детской больнице Бирмингема и фонду Cure Parkinson's.

## Предыстория
Black Sabbath были основаны в Астоне, Бирмингем, Англия, в 1968 году Гизером Батлером, Тони Айомми, Оззи Осборном и Биллом Уордом, которые выросли неподалёку друг от друга и от Вилла Парка в этом районе. Группа разработала стиль, который впоследствии стал известен как хеви-метал, и добилась мирового успеха, продав более 75 миллионов копий альбомов.
Осборн был уволен из группы в 1979 году и начал успешную сольную карьеру, но иногда воссоединялся с Black Sabbath. Последний раз оригинальный состав выступал вместе на Ozzfest 2005. Предыдущий последний концерт группы состоялся на Genting Arena в 2017 году в рамках The End Tour, но с Томми Клафетосом, заменившим Билла Уорда.
В феврале 2019 года у Осборна диагностировали болезнь Паркинсона, позднее в том же году он получил травму позвоночника в результате падения. После этого он редко выступал, но в августе 2022 года он появился вместе с Айомми на закрытии Игр Содружества на стадионе «Александр-Стэдиум» в Бирмингеме. К началу 2025 года он потерял способность ходить из-за болезни Паркинсона.
Прощальный благотворительный концерт Black Sabbath и Осборна был анонсирован женой Осборна Шэрон 5 февраля 2025 года. Название «Back to the Beginning» относится к формированию группы в Астоне, поскольку Осборн настоял на постановке одного заключительного выступления, чтобы «вернуться в место, где я родился».

## Награды перед выступлением
За неделю до концерта четырём участникам группы было присвоено звание почётных граждан Бирмингема.
Бирмингемский музей и Художественная галерея Бирмингема открыли выставку «Оззи Осборн: герой рабочего класса», которая продлится с 25 июня по 28 сентября. На ней представлены награды, памятные вещи и фотографии Оззи.
Художник Mr. Murals нарисовал фреску с изображением группы возле железнодорожного вокзала Бирмингем-Нью-Стрит на Навигейшн-стрит. Работа была завершена за несколько дней до концерта. 29 июня 2025 года четыре участника группы оставили на ней свои подписи.
В честь концерта Adidas выпустила бирмингемскую кроссовку в рамках своей серии City Series. Перед выступлением всем четырём участникам группы были вручены именные пары.
Полиция Уэст-Мидлендса назвала семерых щенков породы спрокер-спаниель Оззи, Тони, Гизером, Билли, Саббатом, Волшебником и Шэроном.
Legoland Discovery Centre на территории Utilita Arena в Бирмингеме создал лего-копию группы, чтобы отметить это событие.

## Производство

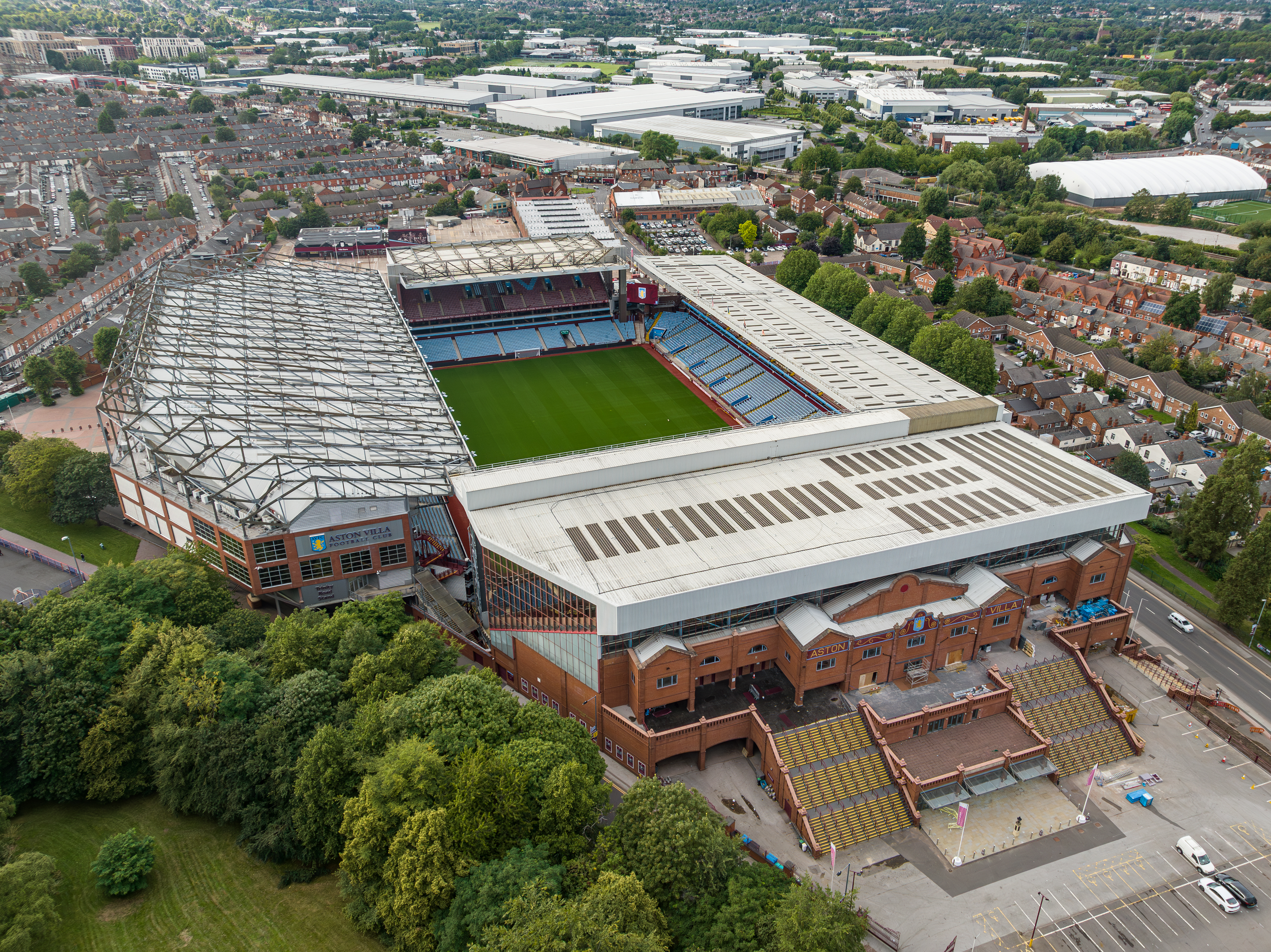
Вилла Парк — место проведения мероприятия

Том Морелло выступил в качестве музыкального руководителя данного концерта. Морелло заявил, что хочет сделать его «величайшим хеви-метал шоу в истории». Он сравнил его с концертом в память о Фредди Меркьюри и был рад тому, что все участники Black Sabbath были живы и могли насладиться постановкой.
Мероприятие на стадионе было организовано компанией Live Nation UK, а его трансляция — компаниями Kiswe и Mercury Studios. Промоутер Энди Коппинг из Live Nation потратил два года на подготовку шоу.
Для быстрой смены музыкальных номеров использовался поворотный круг. Эта технология была применена в 1985 году на Live Aid.
Paramount+ готовит к выходу в конце 2025 года документальный фильм «Оззи Осборн: выхода нет», в котором рассказывается о жизни Осборна в период с 2022 по 2025 год, а также о подготовке к концерту.

## Обзор концерта

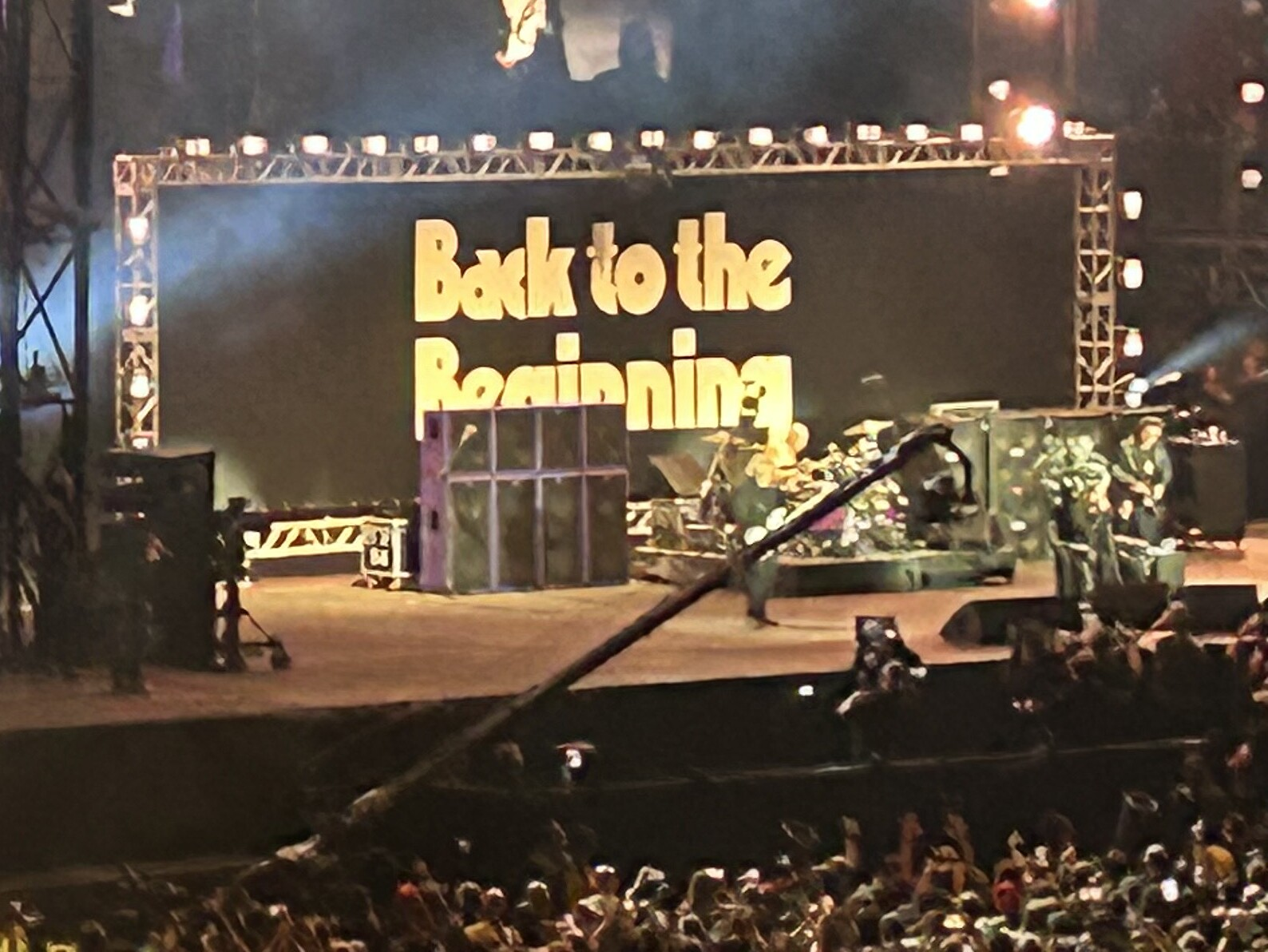
Black Sabbath выступают на концерте, а Оззи Осборн поёт, сидя на троне

Концерт длился десять часов, начиная с 13:00 по британскому летнему времени (12:00 по всемирному координированному времени) и до наступления комендантского часа в 23:00 по британскому летнему времени. Сид Уилсон из Slipknot выступил с миксом, пока зрители заходили на стадион. Джейсон Момоа, сыгравший в неизданном музыкальном клипе на песню Оззи Осборна «Scary Little Green Men», был ведущим мероприятия.
На концерте выступили четырнадцать групп, в том числе две супергруппы с разными музыкантами и приглашёнными вокалистами. Коллективы исполняли как каверы на песни Black Sabbath и Оззи Осборна, так и свои песни. В середине шоу состоялся барабанный турнир между несколькими барабанщиками. Между выступлениями были показаны видеообращения артистов, которые не смогли выступить на мероприятии, в том числе AC/DC, Def Leppard, Билли Айдола, Элтона Джона, Синди Лопер, Мэрилина Мэнсона и Долли Партон. Также транслировались заранее записанные выступления, в том числе «Mr. Crowley» Джека Блэка и «Changes» Фреда Дёрста. Оззи Осборн отыграл предпоследний сет со своей сольной группой, а затем присоединился к Black Sabbath, чтобы завершить шоу.
По окончании мероприятия Сид Уилсон сделал предложение Келли Осборн (дочери Оззи и Шэрон) за кулисами. Она сказала «Да».
Через две с половиной недели после концерта, 22 июля 2025 года, Оззи Осборн умер.

## Выступления
Порядок выступлений и исполненные песни:
1. Mastodon
  - «Black Tongue»
  - «Blood and Thunder»
  - «Supernaut» (ft. Дэнни Кэри, Элой Касагранде, Марио Дюплантье)
2. Rival Sons
  - «Do Your Worst»
  - «Electric Funeral»
  - «Secret»
3. Anthrax
  - «Indians[англ.]»
  - «Into the Void»
4. Halestorm
  - «Love Bites (So Do I)[англ.]»
  - «Rain Your Blood On Me»
  - «Perry Mason»
5. Lamb of God
  - «Laid to Rest»
  - «Redneck[англ.]»
  - «Children of the Grave»
6. Tom Morello’s All Stars (супергруппа А)
  - «The Ultimate Sin» (ft. Нуно Беттанкур, Майк Бордин, Дэвид Эллефсон, Лиззи Хейл, Джейк И Ли, Адам Уэйкман)
  - «Shot in the Dark[англ.]» (ft. Бордин, Дэвид Дрейман, Эллефсон, Ли, Уэйкман)
  - «Sweet Leaf» (ft. Беттанкур, Бордин, Дрейман, Эллефсон, Скотт Иэн)
  - «Believer» (ft. Фрэнк Белло, Бетанкур, Уитфилд Крейн, Иэн, Sleep Token II, Уэйкман)
  - «Changes» (ft. Белло, Бетанкур, Sleep Token II, Уэйкман, Yungblud)
7. Jack Black (ft. Ревел Иэн, Роман Морелло, YOYOKA, Хьюго Вайсс)
  - «Mr. Crowley» (записанное видео)
8. Alice in Chains
  - «Man in the Box»
  - «Would?»
  - «Fairies Wear Boots»
9. Gojira
  - «Stranded»
  - «Silvera»
  - «Mea Culpa (Ah! Ça ira!)» (ft. Марина Виотти[англ.])
  - «Under the Sun»
10. Drum-off (ft. Трэвис Баркер, Кэри, Чэд Смит)
  - «Symptom of the Universe» (ft. Бетанкур, Морелло, Руди Сарзо)
11. Tom Morello’s All Stars (супергруппа Б)
  - «Breaking the Law» (ft. Кэри, Билли Корган, Кеннет Даунинг, Адам Джонс, Морелло, Сарзо)
  - «Snowblind» (ft. Кэри, Корган, Даунинг, Джонс, Морелло, Сарзо)
  - «Flying High Again» (ft. Бетанкур, Сэмми Хагар, Вернон Рид, Сарзо, Смит, Уэйкман)
  - «Rock Candy» (ft. Бетанкур, Хагар, Морелло, Сарзо, Смит, Уэйкман)
  - «Bark at the Moon» (ft. Баркер, Бетанкур, Papa V Perpetua, Рид, Сарзо, Уэйкман)
  - «Train Kept A-Rollin’» (ft. Баркер, Бетанкур, Морелло, Сарзо, Стивен Тайлер, Эндрю Уотт, Ронни Вуд)
  - «Walk This Way» (ft. Бетанкур, Морелло, Сарзо, Смит, Тайлер, Уотт)
  - «Whole Lotta Love» (ft. Бетанкур, Морелло, Сарзо, Смит, Тайлер, Уотт)
12. Pantera
  - «Cowboys from Hell[англ.]»
  - «Walk»
  - «Planet Caravan»
  - «Electric Funeral»
13. Tool
  - «Forty Six & 2»
  - «Hand of Doom»
  - «Ænema[англ.]»
14. Slayer
  - «Disciple»
  - «War Ensemble»
  - «Wicked World»
  - «South of Heaven»
  - «Raining Blood»
  - «Angel of Death»
15. Фред Дёрст (ft. Телалит Чарски[англ.])
  - «Changes»
16. Guns N’ Roses
  - «It’s Alright»
  - «Never Say Die»
  - «Junior’s Eyes»
  - «Sabbath Bloody Sabbath»
  - «Welcome to the Jungle»
  - «Paradise City»
17. Metallica
  - «Hole in the Sky[англ.]»,
  - «Creeping Death»
  - «For Whom the Bell Tolls»
  - «Johnny Blade»
  - «Battery[англ.]»
  - «Master of Puppets»
18. Оззи Осборн (ft. Томми Клафетос, Майк Айнез, Уэйкман, Закк Уайлд)
  - «I Don’t Know»
  - «Mr. Crowley»
  - «Suicide Solution[англ.]»
  - «Mama, I’m Coming Home[англ.]*»
  - «Crazy Train»
19. Black Sabbath
  - «War Pigs»
  - «N.I.B.»
  - «Iron Man»
  - «Paranoid»

## Приём
Марк Бомонт из The Independent поставил шоу пять звёзд из пяти, особо отметив кавер-версию Yungblud на песню «Changes». Рис Бьюкенен из Rolling Stone также поставил шоу наивысшую оценку. Бьюкенен сказал, что выступление Yungblud, которое он посвятил Диогу Жоте, «заставило стадион замолчать». Майкл Ханн из The Guardian оценил мероприятие на четыре балла из пяти, особо отметив выступления Black Sabbath, Gojira, Guns N’ Roses, Metallica и Yungblud.
Кит Кан-Харрис из The Quietus отметил, что на концерте не были представлены несколько поджанров метала, в том числе дум-метал и грайндкор. Некоторые критики выразили недовольство тем, что в программе было всего четыре исполнительницы — Телалит Чарски, Лиззи Хейл, YOYOKA и Марина Виотти.

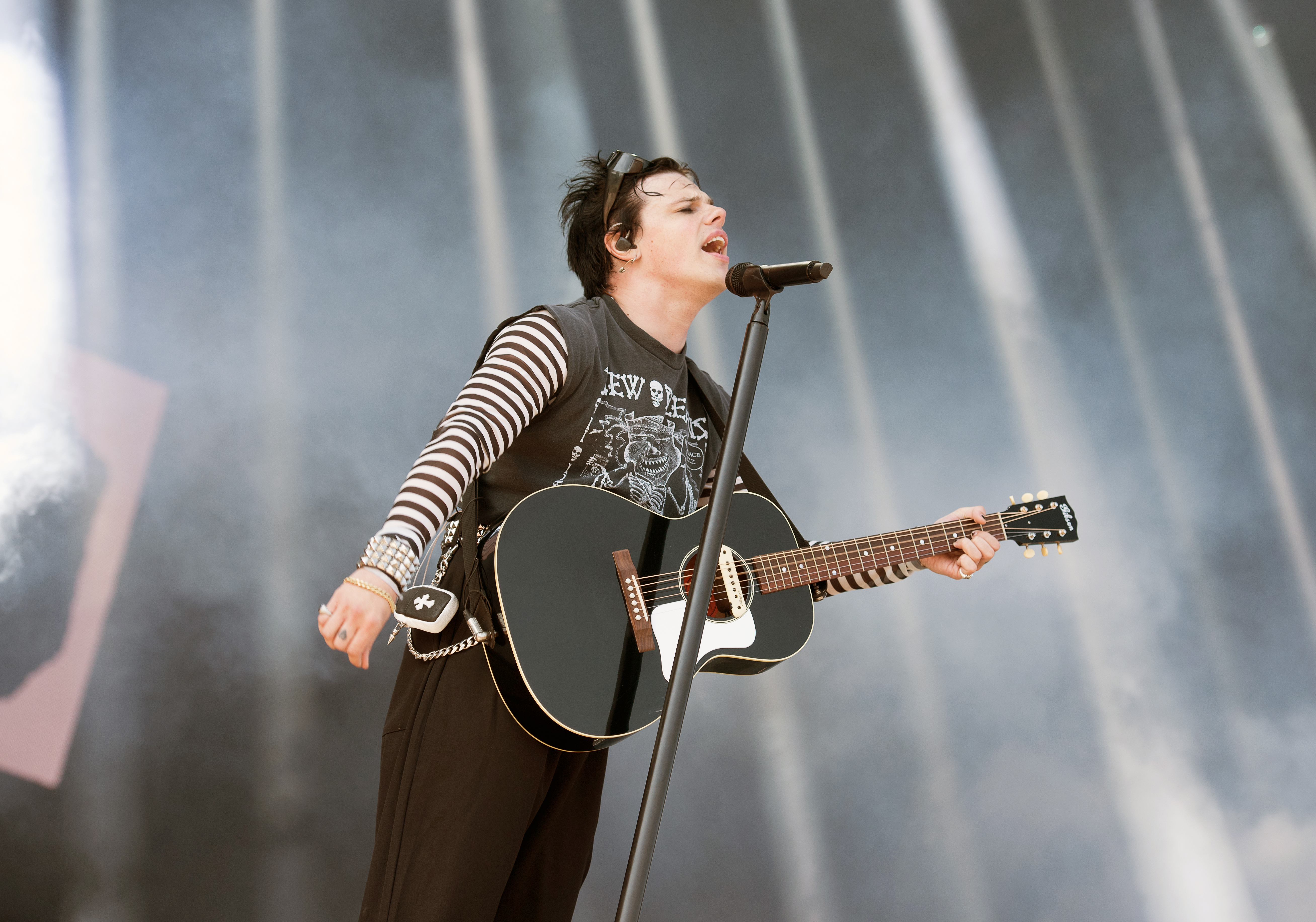
Yungblud, чья кавер-версия "Changes" получила широкое признание

Появление Дэвида Дреймана было встречено насмешками толпы, что связано с его политическими взглядами в поддержку Армии обороны Израиля. За день до мероприятия он также слил в интернет программу шоу. Решение показать видеообращение Мэрилина Мэнсона вызвало шквал критики, поскольку незадолго до того артист отменил концерт в Брайтон-Центре из-за негативной реакции местных жителей на его обвинения в сексуальном насилии.

## Финансовые последствия

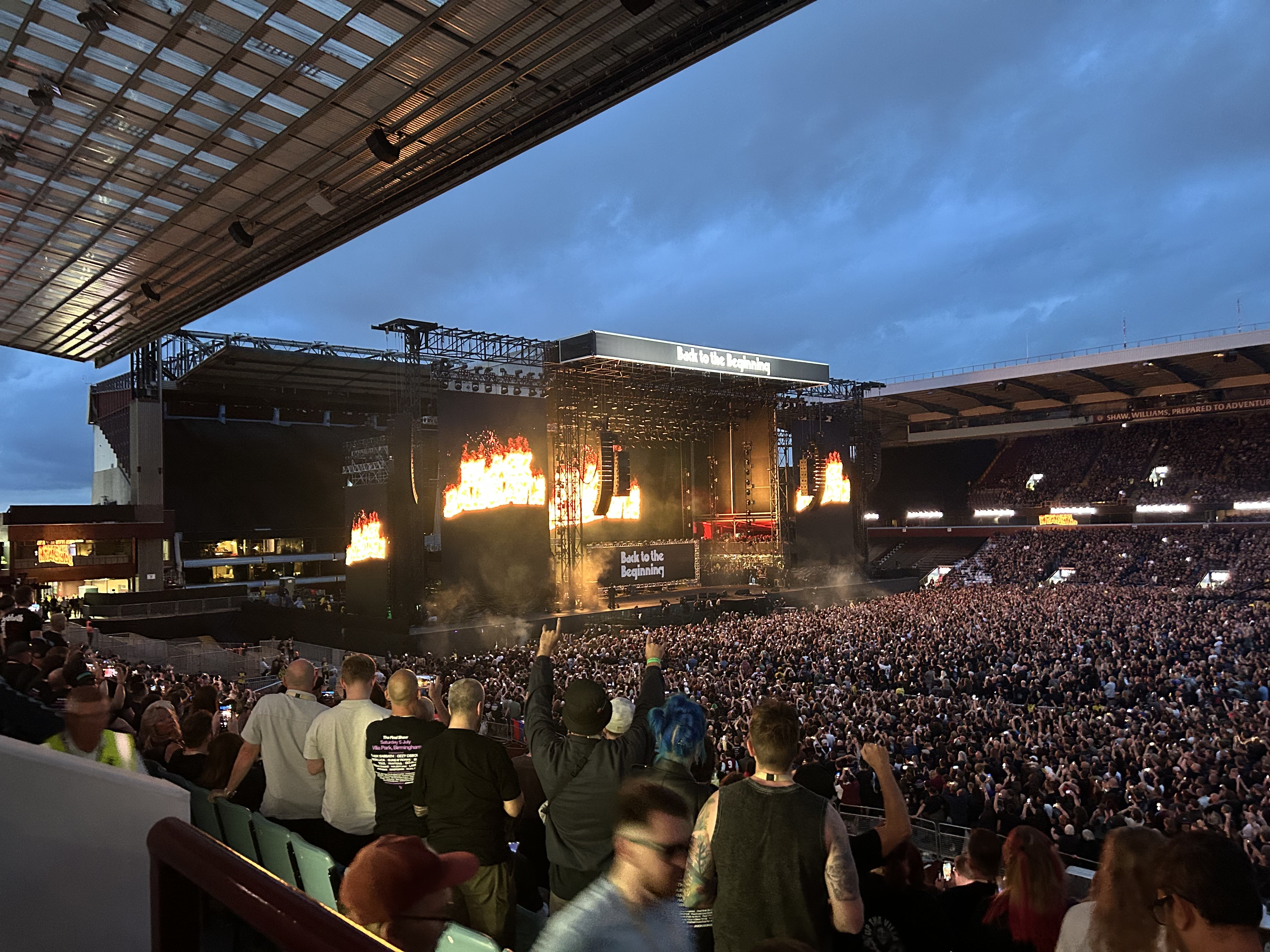
Вилла Парк во время мероприятия

Все 45 000 билетов на концерт были распроданы за 16 минут, при этом около 150 000 человек ожидали в виртуальной очереди, чтобы получить возможность посетить мероприятие. Около 20 % билетов было куплено международными фанатами. Ни один из артистов в программе не получил гонорар, им компенсировали только расходы на проезд.
Шоу транслировалось онлайн по системе pay-per-view с двухчасовой задержкой, пик одновременных просмотров достиг пяти миллионов. Некоторые пабы, рекламировавшие показ концерта, были вынуждены отменить его после того, как продюсер Kiswe пригрозил им судебными исками, если они не приобретут дорогую коммерческую лицензию. Другие же показывали мероприятие и сообщали о заполненных залах и дефиците пива.
Регион привлек примерно 300 000 туристов на шоу и другие мероприятия в тот же уикенд, включая два концерта Electric Light Orchestra и тестовый матч по крикету, что принесло экономике Уэст-Мидлендсу 20 миллионов фунтов стерлингов. Событие собрало 140 миллионов фунтов на благотворительность, которые будут поровну распределены между детским хосписом Acorns, детской больницей Бирмингема и фондом Cure Parkinson’s.